# Sophia Brahe
Sophia Brahe (danès: Sophie Brahe)  (Castell de Knutstorp, 24 d'agost de 1559 - Helsingør, 1643) va ser germana de Tycho Brahe, a qui va ajudar en moltes de les seves observacions en astronomia, matèria que va estudiar de forma autodidacta i amb oposició de la seva família. Vídua molt jove, va administrar les propietats de la família i va esdevenir una experta en horticultura. A la seva vellesa es va dedicar a escriure sobre genealogia de la noblesa danesa, després de casar-se per segon cop amb un estudiós de l'alquímia, de nou amb oposició familiar (que la va condemnar a la pobresa).